# Henri Drouilh
Henri Drouilh, né le 11 février 1891 à Panama City et mort pour la France le 17 décembre 1943 au large de l'Angleterre, est un militaire français, compagnon de la Libération. Bigor puis aviateur vétéran de la Première Guerre mondiale, il s'engage dans les Forces françaises libres en 1940 et combat aux côtés du colonel Leclerc. Chargé ensuite des opérations aériennes clandestines au-dessus de la France occupée pour le compte des services secrets de la France libre, il meurt dans un accident aérien au retour d'une mission.

## Biographie

### Jeunesse et engagement
Henri Drouilh naît le 11 février 1891 à Panama City d'un père français, ingénieur dans les travaux publics et d'une mère américaine. Il passe une partie de son enfance en Allemagne et en Angleterre où il est en pension. Il effectue ses études secondaires à Bordeaux puis deux années de classes préparatoires avant de partir pour l'Indochine où il travaille sous les ordres de son père. Omis de la classe 1911 puis dispensé, Henri Drouilh est finalement incorporé le 1er octobre 1913 au 5e régiment d'artillerie coloniale (5e RAC).

### Première Guerre mondiale
Toujours en poste au 5e RAC au début de la Première Guerre mondiale, il fait campagne au Tonkin jusqu'au 28 septembre 1916 puis, désireux de combattre en métropole, il embarque à destination de la France et, après un mois de mer, rejoint les rangs du 3e régiment d'artillerie coloniale le 3 novembre 1916. Le 16 juin 1917, il est dirigé vers l'aviation et intègre l'école d'aviation d'Étampes le 21 juillet 1917. Après avoir obtenu son brevet de pilote, il est promu caporal et rejoint l'escadrille des Cigognes dont il intègre la SPA 103 de René Fonck. Titulaire de quatre victoires aériennes et blessé deux fois, il est notamment cité à l'ordre de la 1re armée et à l'ordre de l'aéronautique de la 5e armée. Il est démobilisé le 14 août 1919 avec le grade d'adjudant de réserve,.

### Entre-deux-guerres
Après la guerre, il continue à piloter dans le civil en parallèle de sa carrière d'ingénieur mécanicien dans l'industrie des huiles et du pétrole. Installé en Afrique en 1937, il travaille au Gabon où il participe à l'implantation d'installations frigorifiques,.

### Seconde Guerre mondiale
Le 2 septembre 1939, l'adjudant-chef Drouilh est mobilisé et affecté au bataillon de l'air no 214 à Bangui en Oubangui-Chari,. Après l'armistice du 22 juin 1940, refusant la défaite, il s'enfuit vers la colonie britannique du Nigeria et s'engage dans les forces françaises libres. Les 26 et 27 août 1940, il fait partie de la vingtaine d'hommes accompagnant le colonel Leclerc pour obtenir le ralliement du Cameroun à la France libre. Il est ensuite engagé dans la campagne du Gabon avant d'être blessé le 22 novembre dans un crash d'avion au cours duquel il sauve la vie de son coéquipier en marchant huit jours dans la jungle pour trouver du secours. Promu sous-lieutenant, il fait partie de la colonne Leclerc lorsque celle-ci remporte la bataille de Koufra au début de l'année 1941. À l'été de cette même année, il participe à la campagne de Syrie à l'issue de laquelle il intègre les forces aériennes françaises libres (FAFL). D'abord pilote sur les liaisons aériennes du Moyen-Orient au départ de Damas, il fait ensuite un court passage à l'état-major des FAFL à Rayack, au Liban avant d'être affecté à l'escadrille Nancy du groupe de bombardement Lorraine jusqu'en octobre 1942.
Promu lieutenant, il quitte le Moyen-Orient pour l'Angleterre où il travaille à nouveau à l'état-major des FAFL. En janvier 1943, Henri Drouilh est détaché au bureau central de renseignements et d'action (BCRA) où il met en place et dirige une section chargée de l'organisation des opérations aériennes clandestines en France. De mars à décembre 1943, cette section assure le parachutage de 57 agents alliés et réalise une cinquantaine d'atterrissages au cours desquels sont infiltrés 140 agents tandis que 235 sont exfiltrés. Henri Drouilh participe lui-même à plusieurs de ces actions.
Dans la nuit du 16 au 17 décembre 1943, au retour d'une mission de parachutage, son bombardier Halifax est pris dans le mauvais temps et s'écrase dans la Manche au large des côtes de l'Essex. Mort dans le crash, le lieutenant Henri Drouilh est inhumé au cimetière de Brookwood, près de Londres.

## Missions aériennes clandestines
Henri Drouilh a joué un rôle crucial dans l'organisation et la direction des missions aériennes clandestines en France pour le compte des services secrets de la France libre. 
De mars à décembre 1943, sa section a assuré le parachutage de 57 agents alliés et réalisé une cinquantaine d'atterrissages, infiltrant 140 agents et exfiltrant 235 agents de la France occupée. 
Ces opérations ont grandement aidé la Résistance française en fournissant des ressources humaines essentielles et en facilitant la communication et la coordination entre les différents groupes de résistance en France et les Alliés. 
Les détails spécifiques de ces missions, y compris les défis rencontrés et les tactiques employées, méritent d'être explorés et documentés pour fournir une compréhension complète de la contribution d'Henri Drouilh à l'effort de guerre allié.

## Décorations
|  |  |  |
|  |  |  |
|  |  |  |
|  |  |  |

| Chevalier de la Légion d'honneur             | Chevalier de la Légion d'honneur             | Compagnon de la Libération | Compagnon de la Libération | Médaille militaire                  | Médaille militaire                  |
| Croix de guerre 1914-1918 Avec quatre palmes | Croix de guerre 1914-1918 Avec quatre palmes | Croix de guerre 1939-1945  | Croix de guerre 1939-1945  | Médaille de la Résistance française | Médaille de la Résistance française |
| Médaille coloniale Avec agrafe "Koufra"      |                                              |                            |                            |                                     |                                     |
| Mention in dispatch (Royaume-Uni)            |                                              |                            |                            |                                     |                                     |